# Eupatorium orbignyanum
Eupatorium orbignyanum là một loài thực vật có hoa trong họ Cúc. Loài này được Klatt mô tả khoa học đầu tiên năm 1881.